# Calling All Girls
Calling All Girls è un singolo del gruppo musicale britannico Queen, pubblicato nel luglio 1982 come quarto estratto dal decimo album in studio Hot Space.

## Descrizione
Il singolo è stato distribuito esclusivamente per il mercato statunitense. Il lato A, Calling All Girls, è stato il primo brano firmato dal batterista Roger Taylor, che lo ha composto alla chitarra, suonando i suoni di feedback durante la pausa. La canzone non è mai stata eseguita in Europa, ma una registrazione dal vivo del 1982 in Giappone è disponibile in Queen on Fire - Live at the Bowl. Il chitarrista Brian May ha dichiarato di non essere soddisfatto della registrazione del brano, in particolare del suo assolo.
Il lato B, Put Out the Fire, scritto da May, è una presa di posizione contro la diffusione libera delle armi da fuoco e fu ispirata all'autore dall'assassinio di John Lennon

## Tracce
Lato A
1. Calling All Girls – 3:50 (Roger Taylor; edizioni musicali Queen Music/Beechwood Music)

Lato B
1. Put Out the Fire – 3:18 (Brian May; edizioni musicali Queen Music/Beechwood Music)

## Classifiche
| Classifica (1982) | Posizione massima |
| ----------------- | ----------------- |
| Stati Uniti       | 60                |